# Agil projektledning
Agil projektledning är en metodik för projektledning som utvecklades för att hantera snabba förändringar och hög osäkerhet som är vanliga i moderna projekt. Agilt betyder lättrörligt och är ett namn för flexibla typer av arbetssätt. Inom mjukvaruutveckling och systemförvaltning dominerar agila metoder, men de kan med fördel användas i de flesta projekt.
Metodiken bygger på agila principer som fokuserar på kundens behov, samarbete, responsivitet och flexibilitet.

## Bakgrund
Agil projektledning har sina rötter i mjukvaruutveckling, men har sedan dess expanderat till att användas i en rad olika projekt. Den är särskilt användbar för projekt där kraven och målen kan förändras under projektets gång, eller där det finns en hög grad av osäkerhet om vilka krav och mål som är viktiga.

## Agila principer
Agil projektledning bygger på ett antal grundläggande principer som inkluderar:
- Fokusera på kundens behov och leverera värde efter varje sprint eller iteration.
- Samarbeta tätt inom teamet och med kunden för att lösa problem och ta beslut.
- Var responsiv och flexibel för att kunna anpassa sig till förändringar och möta nya utmaningar.
- Arbeta i mindre iterationer eller sprints för att kunna leverera resultat snabbt och få feedback från kunden.

Detta görs genom att man delar upp projektet i mindre delar som kallas sprints, som ska göras inom kortare tidsperioder. Förutom sprint planning ingår även aktiviteter såsom daily standups och nedbränningsdiagram för att se till att arbetet fortgår som det ska. 

## Agila metoder
Det finns flera olika agila projektledningsmetoder, inklusive:
- Scrum: En metodik som bygger på iterationer eller sprints där teamet arbetar mot ett gemensamt mål och levererar värde efter varje sprint.
- Kanban: En metodik som fokuserar på visuell styrning och begränsning av arbetsbelastning för att förbättra produktiviteten och leverans av värde.
- Extreme Programming (XP): En metodik som fokuserar på att leverera högkvalitativ kod genom att ha en tät samverkan mellan utvecklare och kund.

Alla dessa metoder delar de grundläggande agila principerna men har olika tekniker och tillvägagångssätt för att implementera dem.

## Fördelar och nackdelar
Fördelarna med agil projektledning inkluderar ökad flexibilitet, bättre kundnöjdhet, ökad produktivitet och minskad risk för projektmisslyckanden. Nackdelarna inkluderar en högre grad av osäkerhet, ökad krav på teamets självstyrning och möjligheten att missa viktiga aspekter om man inte har tillräckligt med tid och resurser.

## Användning
Agil projektledning används i en rad olika branscher och projekt, inklusive mjukvaruutveckling, bygg- och anläggningsindustrin, hälso- och sjukvården, och utbildningssektorn. Det är en metodik som fortsätter att utvecklas och anpassas för att möta de föränderliga behoven hos moderna projekt.